# 易弗里基叶

罗马阿非利加行省

易弗里基叶（阿拉伯语：‎ ），或称近马格里布（阿拉伯语：‎），中世纪北非地区名，源自罗马阿非利加行省，包括突尼斯、阿尔及利亚东部和的黎波里塔尼亚地区。
一般认为易弗里基叶的南界在称为杰里德（el-Djerid）的半干旱盐沼地区，其北界和西界比较模糊，可远达西西里岛和贝贾亚。易弗里基叶的首府先是迦太基，再是凯鲁万、马赫迪耶，最后是突尼斯。
多个穆斯林王朝以此为核心地带。阿格拉布王朝曾在827年入侵南意大利，建立西西里埃米尔国和巴里埃米尔国，后来被诺曼人征服。